# Saint-Léger (Charente Marítim)
Saint-Léger és un municipi francès situat al departament del Charente Marítim i a la regió de la Nova Aquitània. L'any 2007 tenia 562 habitants.

## Demografia

### Població
El 2007 la població de fet de Saint-Léger era de 562 persones. Hi havia 218 famílies de les quals 39 eren unipersonals (12 homes vivint sols i 27 dones vivint soles), 93 parelles sense fills, 78 parelles amb fills i 8 famílies monoparentals amb fills.
La població ha evolucionat segons el següent gràfic:
Habitants censats

### Habitatges
El 2007 hi havia 256 habitatges, 222 eren l'habitatge principal de la família, 18 eren segones residències i 17 estaven desocupats. 239 eren cases i 8 eren apartaments. Dels 222 habitatges principals, 198 estaven ocupats pels seus propietaris, 17 estaven llogats i ocupats pels llogaters i 8 estaven cedits a títol gratuït; 3 tenien una cambra, 10 en tenien dues, 16 en tenien tres, 58 en tenien quatre i 135 en tenien cinc o més. 196 habitatges disposaven pel capbaix d'una plaça de pàrquing. A 68 habitatges hi havia un automòbil i a 140 n'hi havia dos o més.

### Piràmide de població
La piràmide de població per edats i sexe el 2009 era:
| Homes | Edats   | Dones |
| ----- | ------- | ----- |
| 0     | 95 o +  | 4     |
| 0     | 90 a 94 | 0     |
| 4     | 85 a 89 | 4     |
| 8     | 80 a 84 | 0     |
| 8     | 75 a 79 | 24    |
| 8     | 70 a 74 | 16    |
| 12    | 65 a 69 | 8     |
| 12    | 60 a 64 | 4     |
| 20    | 55 a 59 | 16    |
| 12    | 50 a 54 | 20    |
| 28    | 45 a 49 | 24    |
| 16    | 40 a 44 | 20    |
| 20    | 35 a 39 | 32    |
| 8     | 30 a 34 | 12    |
| 4     | 25 a 29 | 0     |
| 16    | 20 a 24 | 0     |
| 20    | 15 a 19 | 24    |
| 16    | 10 a 14 | 4     |
| 8     | 5 a 9   | 12    |
| 4     | 0 a 4   | 4     |

## Economia
El 2007 la població en edat de treballar era de 359 persones, 272 eren actives i 87 eren inactives. De les 272 persones actives 253 estaven ocupades (135 homes i 118 dones) i 19 estaven aturades (6 homes i 13 dones). De les 87 persones inactives 41 estaven jubilades, 16 estaven estudiant i 30 estaven classificades com a «altres inactius».

### Ingressos
El 2009 a Saint-Léger hi havia 226 unitats fiscals que integraven 589 persones, la mediana anual d'ingressos fiscals per persona era de 17.608 €.

### Activitats econòmiques
Dels 23 establiments que hi havia el 2007, 5 eren d'empreses de construcció, 4 d'empreses de comerç i reparació d'automòbils, 2 d'empreses de transport, 3 d'empreses d'hostatgeria i restauració, 6 d'empreses immobiliàries, 2 d'empreses de serveis i 1 d'una entitat de l'administració pública.
Dels 9 establiments de servei als particulars que hi havia el 2009, 2 eren paletes, 1 guixaire pintor, 1 fusteria, 1 electricista, 2 restaurants i 2 agències immobiliàries.
L'únic establiment comercial que hi havia el 2009 era una llibreria.
L'any 2000 a Saint-Léger hi havia 21 explotacions agrícoles que ocupaven un total de 960 hectàrees.

## Poblacions més properes
El següent diagrama mostra les poblacions més properes.